# Постапокалиптика

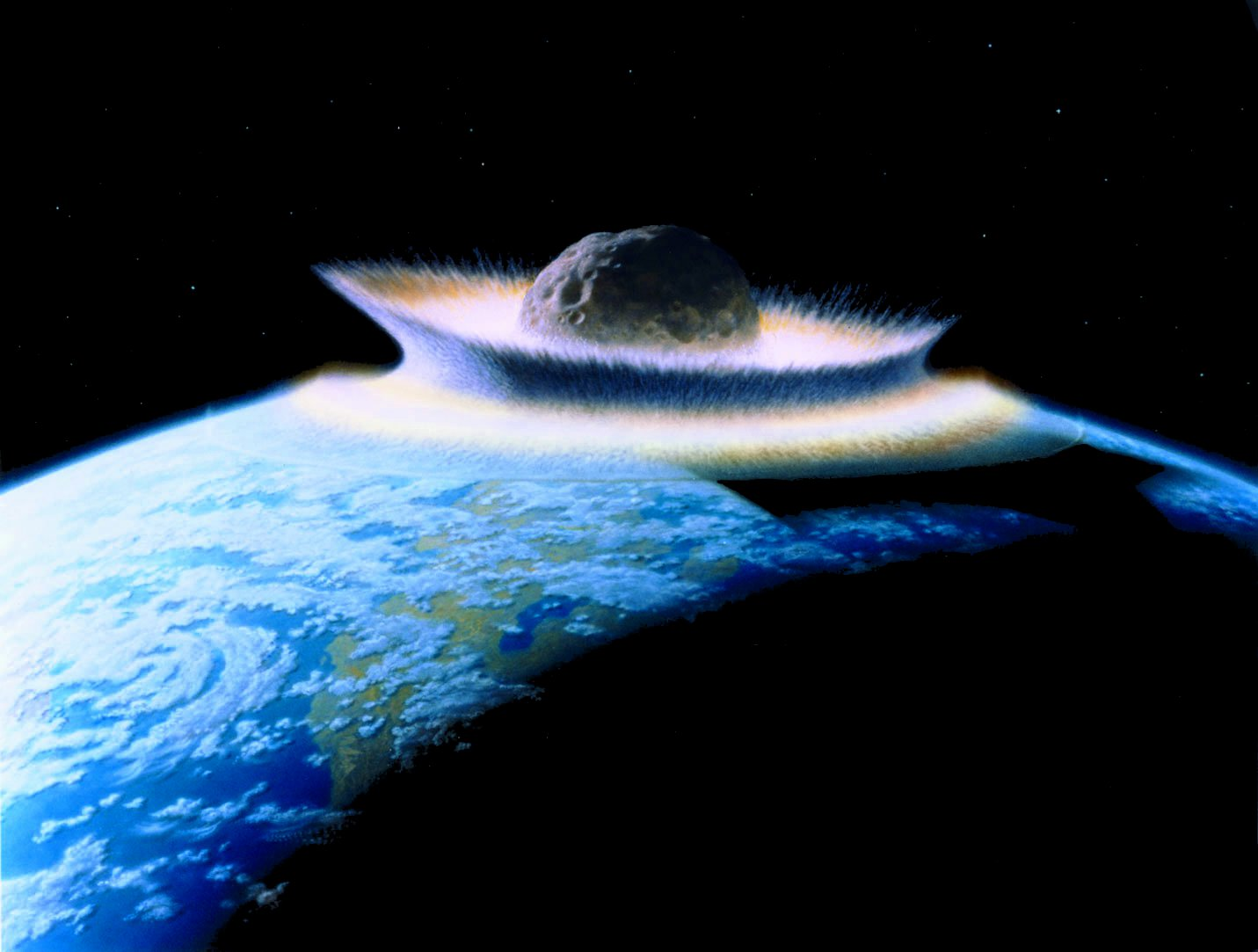
Падение астероида — один из сценариев Армагеддона

Постапокали́птика — поджанр фантастики, совмещающий элементы научной фантастики, научного фэнтези, антиутопии и ужасов, в котором сюжет развивается в мире, пережившем глобальную катастрофу. Постапокалиптическим называют также творческий стиль, несущий настроение пустынности, одиночества и ужаса в образах постаревшей и покинутой техники или зданий.
Самый популярный сюжет в постапокалиптическим мире — зомби-апокалипсис или Третья мировая война.
Термин «Постапокалиптика» (англ. post-apocalyptic) применительно к фантастике впервые использовал в 1978 году американский критик Алан Франк в журнале SciFiNow. Термин, однако, вошёл в обиход на рубеже 1990—2000-х годов, прочно укоренился в бытовой речи и проник в научный язык.
Произведения о глобальной катастрофе получили широкую популярность после Второй мировой войны в связи с опасениями по поводу использования ядерного оружия, однако подобные произведения начали писать ещё в XIX веке (среди них, к примеру, — «Последний человек» Мэри Шелли).

## Особенности

### Основная идея
Основным характеристическим признаком постапокалиптики является развитие сюжета в мире (или ограниченной его части) с особенной историей. В прошлом этого мира цивилизация достигла высокого уровня социального и технического развития, но затем мир пережил некую глобальную катастрофу, в результате которой цивилизация и большинство созданных ею богатств уничтожены. В качестве катастрофы, уничтожившей мир, чаще всего фигурируют: Третья мировая война с применением оружия массового поражения (ядерного, химического или биологического), вторжение инопланетян, восстание машин под предводительством искусственного разума (роботов; см. тж. проблема контроля искусственного интеллекта), пандемия, падение астероида, массовое появление каких-нибудь чудовищ (в том числе созданных людьми, из параллельной вселенной, доисторических или из других времён, инопланетных или др.), климатическая, вызванная воздействием из другого времени, космической природы (неживой) или иные катастрофы.
Типичный постапокалиптический сюжет начинает развиваться, как правило, спустя значительное время после катастрофы, когда её «поражающие факторы» сами по себе уже перестали действовать. В том или ином виде до читателя (зрителя) обычно доводится в сжатом виде история общества с момента катастрофы: непосредственно за ней следует период дикости, затем выжившие концентрируются вокруг сохранившихся источников жизнеобеспечения, стихийно образуются те или иные новые социальные структуры. К моменту начала сюжета этот процесс уже обычно завершён, на пригодной для жизни территории создался определённый конгломерат сообществ, сложилось более или менее устойчивое равновесие сил.

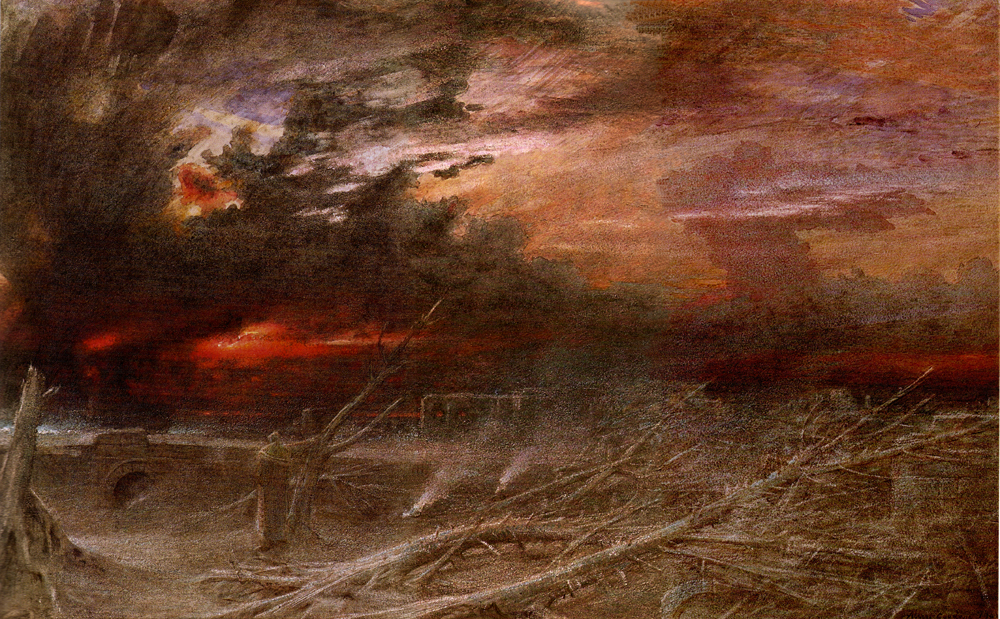
Альберт Гудвин — Апокалипсис (1903)

### Характерные детали
- Сельские общины или феодальные (Новое Средневековье, неофеодализм) хозяйства, производящие продукты питания.
- Городские поселения — центры торговли, ремёсел, обычно достаточно криминогенные, но живущие по определённым законам и имеющие силы поддержания порядка.
- Банды — чисто криминальные сообщества под предводительством сильного лидера, базирующиеся на сохранившихся технологических объектах, предоставляющих минимум, необходимый для выживания (развалины заводов, выброшенные на берег или находящиеся на плаву гигантские корабли и т. п.), и живущие за счёт грабежа на торговых путях, налётов на оседлые поселения и нелегальной торговли.
- Дикие племена, обитающие обычно в пустынях, горах, другой труднодоступной местности и состоящие из одичавших и/или мутировавших людей.
- Более или менее изолированные высокотехнологичные компактные сообщества, образовавшиеся на основе крупных военных баз, научных городков, орбитальных станций или созданных специально в преддверии катастрофы убежищ. Обычно описываются как относительно цивилизованные (в отличие от большинства других общественных образований, они не восстанавливали общественную организацию, а сохранили и модифицировали то, что было до катастрофы). Могут быть как демократическими, так и тоталитарными, управляемыми радикальными военными или учёными. В их руках находятся наиболее опасные технологии, сохранённые с докатастрофических времён. Как правило, такие сообщества по возможности поддерживают изоляцию от окружающего мира. Иногда они достаточно сильны, чтобы не только противостоять возможной агрессии, но и проводить в отношении ближайших соседей политику с позиции силы.
- Крупные города или даже более значительные территориальные образования, в силу тех или иных причин не затронутые или мало затронутые катастрофой и сохранившие «старый» уклад жизни, постепенно изменяющийся под воздействием внешних факторов.

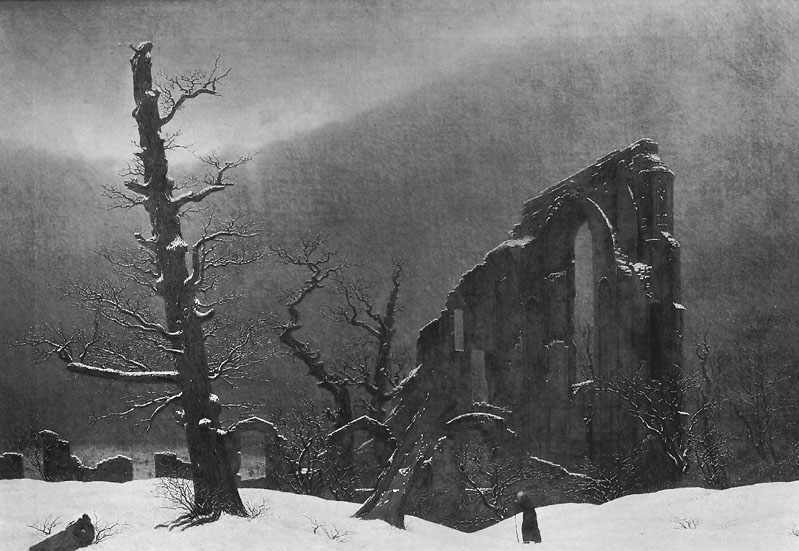
Каспар Давид Фридрих — Монах и снег (1807/1808)

В описании места действия, как правило, присутствуют:
- Обширные пустыни на месте ранее заселённых территорий.
- Заброшенные, частично разрушенные города, предприятия, военные объекты.
- Территории, ранее находившиеся на суше, но в результате катастрофы затопленные морем. Здания и техногенные объекты на морском дне.
- Мутировавшие люди, животные, растения, целые леса-мутанты.
- Многочисленные артефакты погибшей цивилизации, частью опасные, частью полезные, но обычно просто служащие фоном для повествования.

### Сюжеты
Сюжет может строиться вокруг приключений героев в мире, в частности, достаточно распространённый мотив — путешествие героя в поисках некоего «Святого Грааля» — места или объекта, которое обеспечит ему долгую и безбедную жизнь, даст возможность спасти собственное сообщество, находящееся на грани гибели, либо может помочь в возрождении всей цивилизации. Иногда средства и технологии, приведшие к катастрофе, считаются в обществе запретными, и спокойствие такого пасторального общества подрывают молодые бунтари, намеренные возродить запрещённую технологию (уже в рассказе Стивена Винсента Бене «На реках Вавилонских» есть намёк на такое развитие, классические примеры — «Долгое завтра» Ли Брэкетт и «Отклонение от нормы» Джона Уиндема).
Часто в одном произведении апокалиптика сочетается с постапокалиптикой, изображение катастрофы как таковой — с изображением её непосредственных последствий и её влияния на жизнь выживших. Иногда в повествовании рассматривается срез современной действительности через призму восприятия далёких поколений. В литературе этот жанр близко примыкает и иногда смешивается с киберпанком.
Постапокалиптическими можно назвать и образы заброшенных территорий, остановившихся предприятий, «городов-призраков», в прошлом построенных и живших активной жизнью, но в силу тех или иных причин покинутых населением — с полуразвалившимися зданиями, заросшими травой, с валяющимися тут и там ржавыми остовами техники и механизмов. К этой ветви постапокалиптики принадлежат и образ «безлюдных пространств» Крапивина, и «Пикник на обочине» братьев Стругацких.

## История
Первым современным произведением в истории этого жанра, возможно, является трёхтомный роман Мэри Шелли «Последний человек» (1826).
Формирование постапокалиптики как жанра относится к периоду конца XIX — начала XX веков. Классическое произведение жанра — роман Ричарда Джеффериса «После Лондона» (1885), в котором действие происходит спустя тысячи лет после катастрофы. Сценарий Джеффериса, согласно которому сразу же после катастрофы следует период варварства, а вслед за ним новый (неурбанизированный) феодализм, многократно использовался впоследствии, в том числе и в «Войне в воздухе» Герберта Уэллса, «Алой чуме» Джека Лондона, «Смерти травы» Джона Кристофера, «Мальвиле» Робера Мерля, «Земле без людей» Джорджа Стюарта. Сползания к этому сценарию изо всех сил стараются не допустить герои «Молота Люцифера» Ларри Нивена и Джерри Пурнеля.

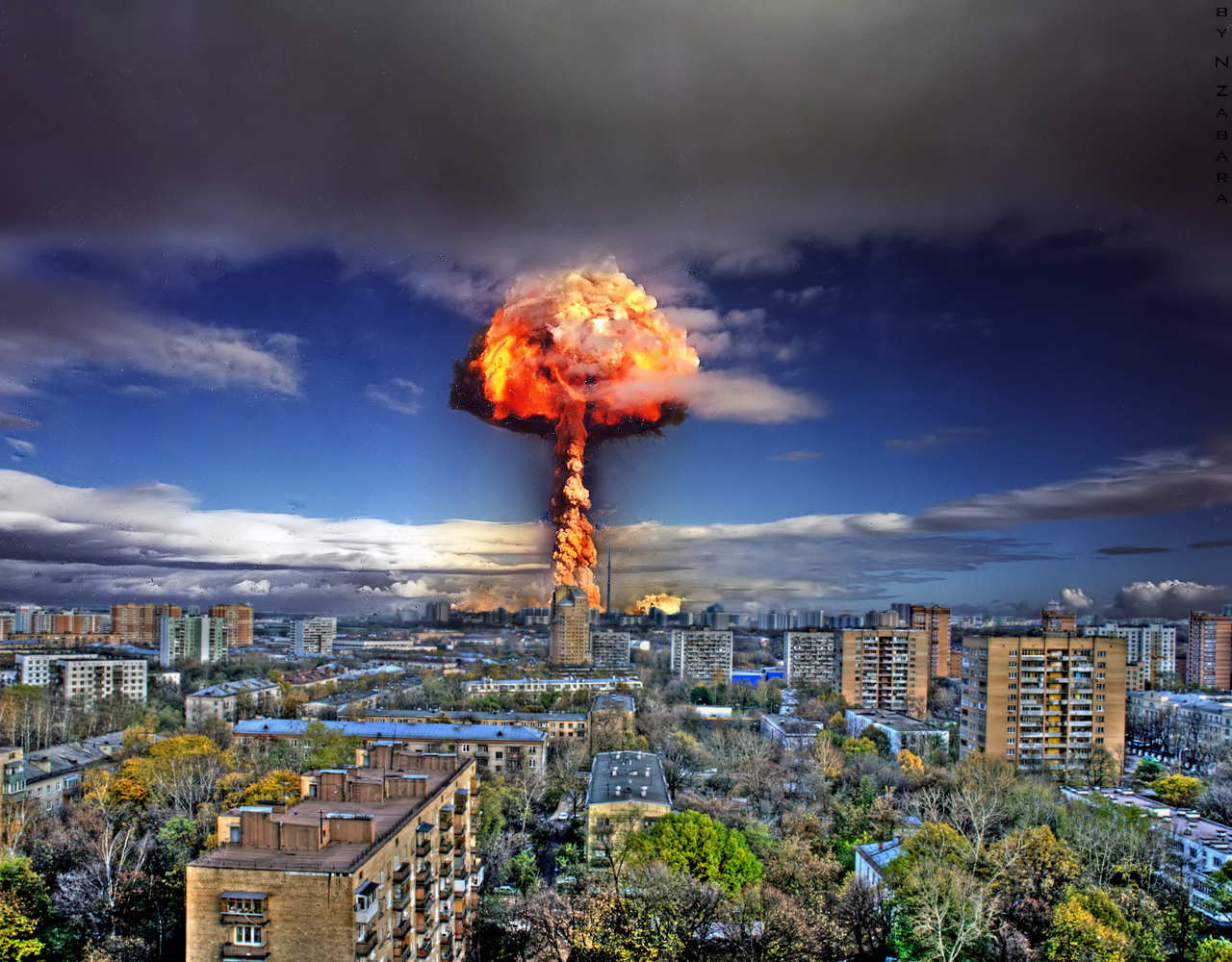
Фотомонтаж к сюжету произведения «Метро 2033» Дмитрия Глуховского.

На постапокалиптическую образность отчасти повлияли картины деградировавшего человечества и остывающей Земли в романе Уэллса «Машина времени» (а в его экранизации, в отличие от оригинала, причиной деградации становится именно глобальная катастрофа). Во второй половине XX века на одно из первых мест в числе причин глобальной катастрофы, предшествующей сюжету постапокалиптических произведений, вышла война с применением ядерного оружия или иных видов ОМП.
В советской фантастике, где преобладало позитивное, оптимистическое видение будущего человечества, глобальная катастрофа, обычно военная, переносилась в иные миры, посещаемые землянами, а сами такие произведения получили собирательное название «романов-предупреждений», возможно, более точно отражающее идейную составляющую этих произведений и предполагающее, что автор использует данную художественную форму как средство «обличения политики империалистов, ради своих барышей толкающих человечество к пропасти». В качестве примеров можно назвать такие произведения, как «Фаэты» Казанцева, «Последняя война» Кира Булычёва, «День свершений» Виктора Жилина. После распада СССР появились произведения российских фантастов, в явном виде относящиеся к постапокалиптическому жанру, такие как «Метро 2033» Дмитрия Глуховского или значительная часть фантастических книг Александра Бушкова. Несколько особняком стоят на общем фоне современного российского постапокалипсиса посвящённые ему книги Олега Верещагина, в которых ядерная война с последующей цепочкой глобальных экологических катастроф подаётся как тяжкое, но в конечном счёте благотворное для «сбившегося с пути» человечества макровоздействие, позволяющее ему спастись от дегенерации и вымирания и впоследствии построить разумный и справедливый (по крайней мере, в понимании автора) мир.
«Новая волна» добавила к постапокалиптическому пейзажу банды байкеров («Долина проклятий» Роджера Желязны) — черта, популяризованная в «Безумных Максах».
С появлением кино, а позже — компьютерных игр жанр оказался востребован и там. Одними из самых известных кинопроизведений жанра являются серия фильмов «Безумный Макс», «Почтальон», «Поле битвы: Земля», «Парень и его собака», «Дорога проклятий», «Машина времени» (по книге Герберта Уэллса), «2019: После падения Нью-Йорка», «Стальной рассвет», «Дорога», «Книга Илая», «Я — легенда», «Водный мир», «28 дней спустя», «Обитель зла», «Планета обезьян» (по роману Пьера Буля).
Жанр довольно широко представлен в мультипликации, особенно японской — классическими примерами могут послужить «Навсикая из Долины ветров», «Конан — мальчик из будущего», «Волчий дождь», «Время приключений» и «Эрго Прокси».
Среди игр — серии Fallout (о жизни после третьей мировой между Соединёнными Штатами Америки и КНР), Half-Life, Ex Machina, Metro 2033 (основанная на одноимённой книге Дмитрия Глуховского «Метро 2033»), Soldiers of Anarchy, The Last of Us (о выживании людей в мире, разрушенном эпидемией) и игра Rage (в которой апокалипсис произошёл из-за падения метеорита).
Один из самых известных постапокалиптических комиксов — «Y. Последний мужчина» Брайана Вона и Пии Гуерры (издательство DC/Vertigo), по сюжету которого на Земле умирают все мужчины, кроме одного.
В 2013 году почти одновременно стартовали два одноимённых проекта: многопользовательская компьютерная игра и телесериал Defiance. В русском переводе «Вызов».